# Fort Ville-Marie

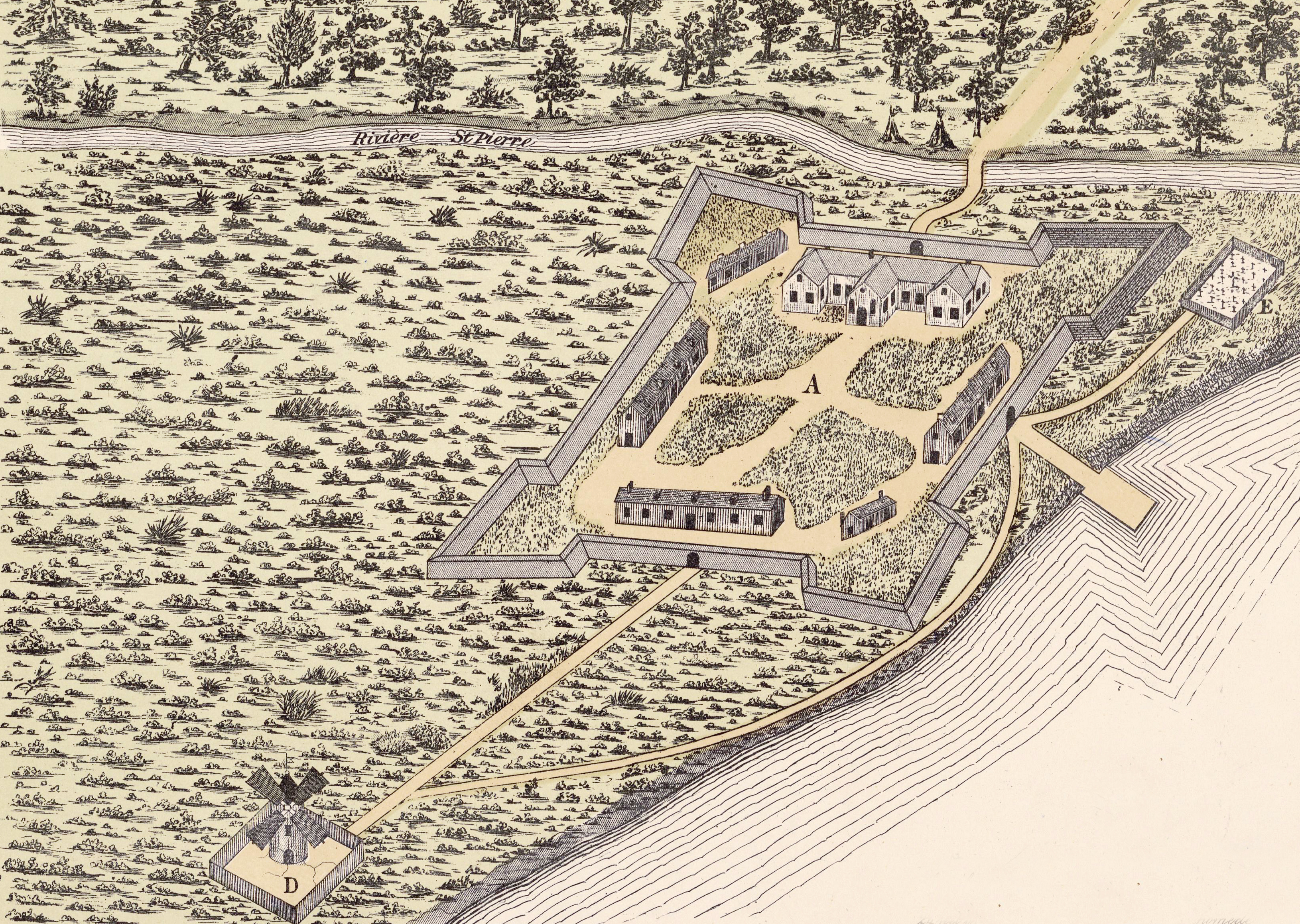
Fort Ville-Marie um 1645

Das Fort Ville-Marie war eine Festung auf der Île de Montréal in Neufrankreich. Sie bildete den Kern der späteren Stadt Montreal. Der Standort des Forts ist seit 1924 als National Historic Site klassifiziert.

## Geschichte
Im Jahr 1611 ließ der französische Entdecker Samuel de Champlain an der Pointe-à-Callière ein temporäres Fort errichten, um für einige Wochen Pelzhandel zu betreiben. Am 17. Mai 1642 landeten Paul Chomedey de Maisonneuve, Jeanne Mance und rund 40 weitere Kolonisten am selben Ort und begannen mit der Errichtung einer permanenten Siedlung, die sie Ville-Marie nannten. Ab 1645 umgab eine steinerne Befestigungsmauer die Siedlung.
In den folgenden Jahrzehnten entwickelte sich nördlich des Fort Ville-Marie die eigentliche Montrealer Altstadt. Das Fort wurde bis 1674 genutzt und 1688 abgebrochen. An seiner Stelle entstand die Residenz von Gouverneur Louis-Hector de Callière. Nach dem Fort ist der zentrale Stadtbezirk Ville-Marie benannt.